# فاتسلاف مارهول
فاتسلاف مارهول (بالتشيكية:Václav Marhoul)) (مواليد 30 يناير 1960- براغ) هو مخرج سينمائي وممثل وكاتب سيناريو تشيكي.

## وصلات خارجية
- فاتسلاف مارهول علي موقع IMDb
- فاتسلاف مارهول علي موقع notrecinema